# 1966年5月中共中央政治局扩大会议
1966年5月中共中央政治局扩大会议，是中共中央政治局在1966年5月4日至26日在北京召开的一次扩大会议。
5月16日，会议通过《五一六通知》，决定以反党集团的罪名对彭真、陆定一、罗瑞卿、杨尚昆进行批判，停止他们的领导职务，并决定撤销以彭真为首的文化革命五人小组。成立陈伯达任组长，康生为顾问，江青、张春桥等任副组长的中央文化革命小组（简称中央文革小组）。至此文化大革命局势已经脱离中央政治局的约束。